# Filips Prospero van Spanje

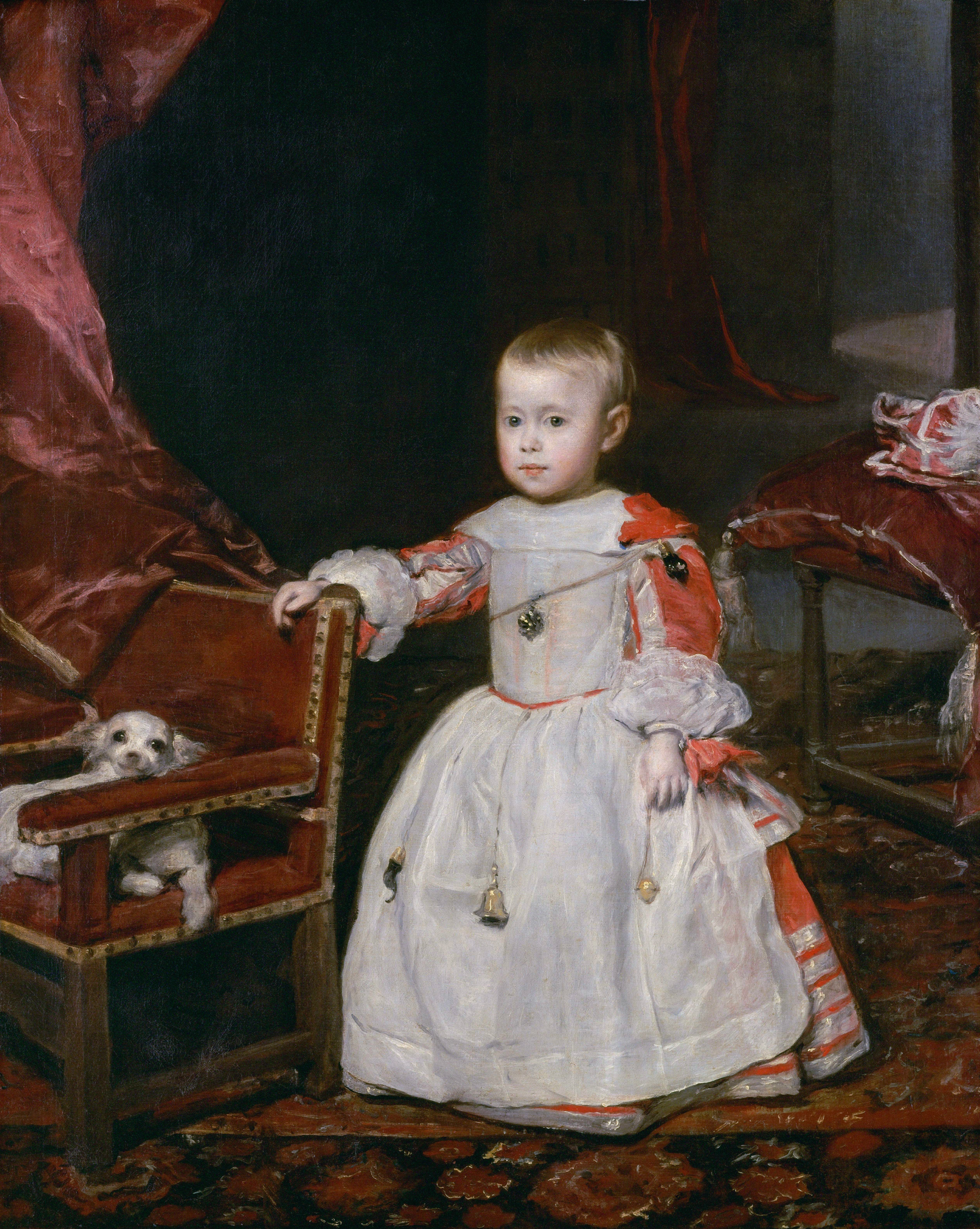
Prins Filips Prospero van Spanje

Filips Prospero van Spanje, prins van Asturië, Spaans: Felipe Próspero (Madrid, 5 december 1657 - aldaar, 1 november 1661)  was het derde kind en de eerste zoon uit het huwelijk van koning Filips IV van Spanje en Maria Anna van Oostenrijk.
Hij werd geboren in 1657, elf jaar na de dood van zijn halfbroer, Balthasar Karel kroonprins van Spanje, de vorige erfgenaam van Filips IV. Toen Filips Prospero werd geboren kreeg hij meteen de titels prins van Asturië, Gerona en Viana. 
Filips Prospero stierf op 1 november 1661, zijn jongere broer, Karel, werd kort na zijn dood geboren en kreeg toen de titel prins van Asturië. Diezelfde Karel werd in 1665 koning van Spanje als Karel II.